# Ranunculus brutius
Il Ranuncolo di Calabria (Ranunculus brutius Ten., 1811) è una pianta erbacea perenne appartenente alla famiglia delle Ranuncolaceae.

## Distribuzione e habitat
Distribuzione altitudinale: queste piante si possono trovare da 1100 fino a 1800 m s.l.m.